# اتفاقية التجارة لمنظمة التعاون الاقتصادي
اتفاقية التجارة لمنظمة التعاون الاقتصادي (بالإنجليزية: Economic Cooperation Organization Trade Agreement، وعرف اختصارًا: ECOTA) هي اتفاقية تجارية تفضيلية تم التوصل إليها في 17 يوليو 2003م في قمة منظمة التعاون الاقتصادي في إسلام أباد عاصمة باكستان. اعتبارا من عام 2008 أصبحت اتفاقية التجارة لمنظمة التعاون الاقتصادي سارية المفعول. كجزء من رؤية منظمة التعاون الاقتصادي 2025 وافقت أفغانستان وإيران وباكستان وطاجيكستان وتركيا على تنفيذ منطقة تجارة حرة بحلول عام 2025.